# 1976 na ciência

## Eventos
- A Viking I explora Marte.
- Appel e Haken demonstram pela primeira vez o Teorema das quatro cores.
- O HPV é descoberto.
- John H. Conway edita On Numbers and Games.
- Y. Oganessian e a sua equipe sintetizam em Dubna o elemento químico Bóhrio.
- Robert Metcalfe e David Boggs (seu assistente) publicam um artigo intitulado: Ethernet: Distributed Packet-Switching For Local Computer Networks.

## Nascimentos
| Data        | Nome                  | Profissão                         | Nacionalidade                    | Observações                                                                | Ref   |
| ----------- | --------------------- | --------------------------------- | -------------------------------- | -------------------------------------------------------------------------- | ----- |
| 10 de junho | Tiago Fleming Outeiro | bioquímico e cientista            | Portugal                         |                                                                            |       |
| 11 de junho | Camillo De Lellis     | matemático                        | Itália                           | Medalha Stampacchia 2009 Prémio Fermat 2013 Prémio Renato Caccioppoli 2014 | [ 1 ] |
| 4 de julho  | Rodrigo Constantino   | escritor, economista e jornalista | Brasil                           |                                                                            |       |
| agosto      | Sergey Brin           | cientista de computação           | União Soviética / Estados Unidos |                                                                            |       |

## Mortes
| Data           | Nome                     | Profissão                              | Nacionalidade            | Observações | Ref                      |
| -------------- | ------------------------ | -------------------------------------- | ------------------------ | --- | ------------------------ |
| 1 de fevereiro | Werner Karl Heisenberg   | físico                                 | Alemanha                 | n. 1901 Nobel da Física 1932 Medalha Max Planck 1933                                                                                             | [ 2 ] [ 3 ]              |
| 18 de abril    | Henrik Dam               | bioquímico                             | Dinamarca                | n. 1895 Nobel de Fisiologia ou Medicina 1943 | [ 4 ]                    |
| 26 de abril    | Carl Boyer               | matemático e historiador da matemática | Estados Unidos           | n. 1906 |                          |
| 5 de junho     | Robert Wichard Pohl      | físico                                 | Alemanha                 | n. 1884 |                          |
| 5 de julho     | Walter Spalding          | historiador, jornalista e escritor     | Brasil                   | n. 1901 |                          |
| 30 de junho    | William Glanville        | engenheiro civil                       | Reino Unido              | n. 1900 Medalha de Ouro do IStructE 1962 | [ 5 ]                    |
| 16 de julho    | Nikolai Muskhelishvili   | matemático                             | União Soviética          | n. 1891 Medalha de Ouro Lomonossov 1972 | [ 6 ]                    |
| 14 de agosto   | Carlos Madeira Cacho     | físico                                 | Portugal                 | n. 1919 |                          |
| 2 de setembro  | Pierre Fleury            | físico                                 | França                   | n. 1894 |                          |
| 23 de setembro | Keith Edward Bullen      | matemático e geofísico                 | Nova Zelândia            | n. 1906 Medalha Thomas Ranken Lyle 1949 Medalha William Bowie 1961 Medalha Arthur L. Day 1963 Medalha de Ouro da Royal Astronomical Society 1974 | [ 7 ] [ 8 ] [ 9 ] [ 10 ] |
| 26 de setembro | Lavoslav Ružička         | químico                                | Áustria-Hungria          | n. 1887 Nobel da Química 1939 | [ 11 ]                   |
| 5 de outubro   | Lars Onsager             | físico-químico                         | Noruega / Estados Unidos | m. 1903 Nobel da Química 1968 Medalha Lorentz 1958                                                                                               | [ 11 ] [ 12 ]            |
| 7 de novembro  | Alexander Solomon Wiener | serólogo                               | Estados Unidos           | n. 1907 |                          |
| 17 de dezembro | Philip Henry Kuenen      | geólogo                                | Países Baixos            | n. 1902 Medalha Penrose 1961 Medalha Gustav Steinmann 1966 Medalha Wollaston 1970                                                                | [ 13 ] [ 14 ]            |

## Prémios

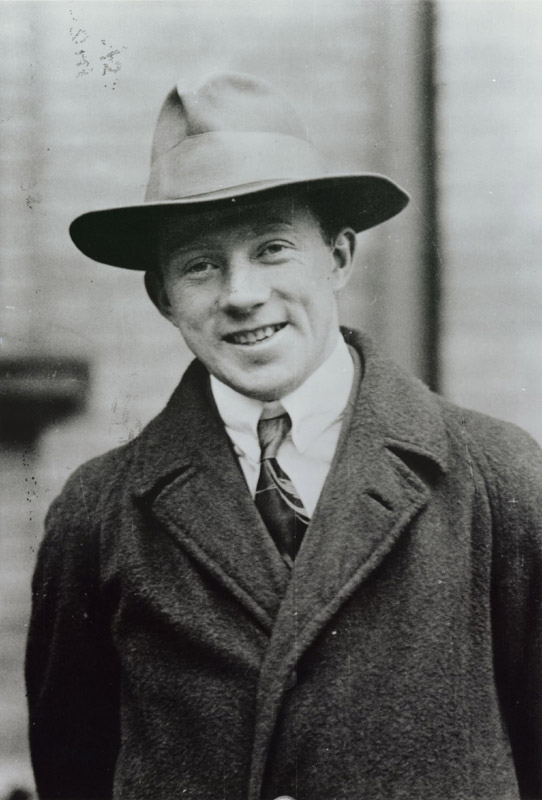
Werner Karl Heisenberg
(1901 - 1976)

### Medalha Arthur L. Day
- Hans Ramberg[9]

### Medalha Bruce
- Ernst J. Öpik[15]

### Medalha Copley
- Dorothy Crowfoot Hodgkin[16]

### Medalha Davy
- Rex Edward Richards[17]

### Medalha Hughes
- Stephen Hawking[18]

### Medalha de Ouro da Royal Astronomical Society
- William McCrea[10] e John Ashworth Ratcliffe[10]

### Medalha Real
- Alan Walsh,[19] James Learmonth Gowans[19] e John Cornforth[19]

### Medalha Rumford
- Ilya Prigogine[20]

### Prémio Nobel
- Física - Burton Richter,[2] Samuel C.C. Ting.[2]
- Química - William N. Lipscomb.[11]
- Economia - Milton Friedman.[21]
- Medicina - Baruch S. Blumberg,[4] D. Carleton Gajdusek.[4]